# Pseudosinella fujiokai
Pseudosinella fujiokai är en urinsektsart som beskrevs av Christiansen och Luther 1986. Pseudosinella fujiokai ingår i släktet Pseudosinella och familjen brokhoppstjärtar. Inga underarter finns listade i Catalogue of Life.